# Kamnaskires IV.

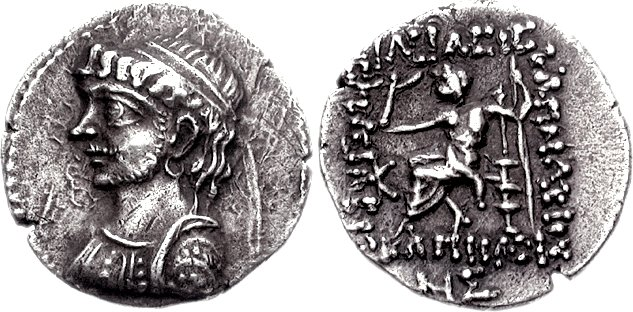
Münze von Kamnaskires IV.

Kamnaskires IV. war ein König der Elymais, der um 62/61 oder 59/58 und 56/55 v. Chr. regierte. Er ist namentlich nur von seinen Münzprägungen bekannt, die pseudo-griechische Legenden tragen. Es handelt sich um Drachmen und Tetradrachmen, die einen Herrscher in griechischen Stil zeigen. Auf der Rückseite befindet sich ein Bild des Zeus.
Im Jahr 65 v. Chr. sandte ein König der Elymais Geschenke an den römischen General Pompeius (Plutarch, Pompeius 36). Aus chronologischen Gründen mag es sich bei diesem König um Kamnaskires IV. gehandelt haben, der offensichtlich Unterstützung gegen die Parther suchte. Dies deutet auf Unabhängigkeitsbestrebungen der Elymais.